# Graspop Metal Meeting
Graspop Metal Meeting (ook kortweg Graspop of GMM(xx) genoemd) is een jaarlijks meerdaags metalfestival in Dessel, in de Belgische provincie Antwerpen. In 2022 trok het festival 220.000 bezoekers, waarmee het het vorig record van 2019 van 200.000 bezoekers verbrak. Sinds 2011 is het een vierdaags festival dat, behoudens enkele uitzonderingen, telkens in het voorlaatste weekend van juni plaatsvindt. Het valt meestal samen met het Franse metalfestival Hellfest.

## Geschiedenis
De Graspop Metal Meeting ontstond in 1996 uit een samenvoeging van het toenmalige Graspop-festival te Dessel met de Midsummer Metal Meeting in Vosselaar.

### 1986 tot 1995
Na een bezoek aan Sjock Festival besloten Peter van Geel en leden van Jeugdhuis "Scharnier" in Dessel om zelf een festival te organiseren. Op de affiche van de allereerste editie op 9 augustus 1986 stonden vooral lokale groepen, zoals Pool & z'n Muziekschool; hoofdact was The Masai, gevolgd door afsluiter The Nights. In 1988 mocht het festival met Herman Brood zijn eerste grote naam verwelkomen. Vanaf de verhuizing naar "De Witte Berg" begin jaren negentig, groeide Graspop uit tot een middelgroot festival. Met name de edities van 1993 en 1994, met optredens van The Ramones, The Cramps, Midnight Oil, Magnapop en Carter USM, waren succesvol te noemen.
Het festival groeide door de jaren heen uit tot een familiegebeuren. Ondanks toppers als Joe Cocker en de Simple Minds draaide de tiende editie echter uit op een teleurstelling. Diezelfde namen stonden namelijk ook op de affiche van het Axion Beach Festival, tezamen met Oasis, Faith No More en Siouxsie and the Banshees, waardoor het publiek Graspop dat jaar links liet liggen. Als gevolg hiervan hing het voortbestaan van het festival aan een zijden draad.
Terzelfder tijd kampte Bob Schoenmaekers met een soortgelijk probleem met zijn Midsummer Metal Meeting. Dat festival begon als een indoorfestival in de Biebob te Vosselaar. Omdat dat festival te groot werd om indoor te blijven, ontstond het idee om een openluchtfestival te organiseren. Echter was Schoenmakers niet bij machte een dergelijk festival te organiseren. Op aanraden van Herman Schueremans besloten beide organisatoren de handen in elkaar te slaan. Uit deze samenwerking is Graspop Metal Meeting ontstaan.

### Vanaf 1996
Ingegeven door het succes dat optredens van bands als het eerder genoemde The Ramones, maar ook Motörhead, Paradise Lost en Biohazard meebrachten voor de voorgaande twee edities, werd besloten om Graspop om te vormen tot een metalfestival.
De nieuwe koers bleek een schot in de roos. Van een eendaags festival met 10.000 bezoekers, groeide het uit tot een vierdaags evenement met 152.000 bezoekers. Als zodanig is het een van de grootste muziekevenementen in België geworden met festivalgangers uit meer dan 90 landen.
Sinds 2009 wordt het festival georganiseerd door "Graspop vzw" en "GMM Festival BVBA". Aandeelhouders Van Geel (42,5%), Schoenmakers (42,5%) en Schueremans (15%) traden tot het vertrek van Schueremans in 2014 op als zaakvoerders. Sinds diens vertrek is het dagelijkse bestuur in handen van Project & Event Support BVBA (Van Geel), Biebob BVBA (Schoenmakers) en Live Nation.
In 2014 breidde het festival wederom grondig uit. Zo stonden er voor het eerst twee hoofdpodia en werd de Jupiler Stage toegevoegd. Voor het eerst duurde het festival vier dagen met een uitbreiding naar de donderdag, die evenwel uitsluitend toegankelijk was voor combitickethouders. Om ook in 2015 verzekerd te zijn van grote namen op de affiche, werd besloten het festival een week vroeger dan normaal te houden. Veel bands trekken volgens de organisator immers vanaf half juni naar de Verenigde Staten. Twee weken later zou AC/DC op de weide van Graspop optreden. Deze band toevoegen aan de affiche van Graspop bleek financieel onhaalbaar. In 2018 stonden er voor het eerst artiesten op de hoofdpodia op alle vier de dagen. Headliner op de eerste dag was Guns N' Roses met een drie uur durende show. De 25e editie van 2020 werd in april van dat jaar afgelast vanwege de Coronapandemie. Voor deze jubileumeditie stonden wederom op vier dagen headliners gepland, met Iron Maiden op de eerste dag. Enkele weken na het annuleren van het festival, maakte Iron Maiden bekend om in 2021 het Sportpaleis te verkiezen boven Graspop. Ook de editie van 2021 werd geannuleerd vanwege het coronavirus. Een groot deel van de artiesten schoven met de 25e jubileumeditie mee naar 2022.

## Locaties
In 1996 en '97 werd het festival gehouden op De Witten Berg. Voor de editie van 1998 werd een grotere locatie gezocht en gevonden in De Boeretang. Wegens verder oplopende bezoekersaantallen, moest er voor de editie van 2009 opnieuw een grotere locatie gezocht worden, dit werd De Stenehei.
Camping
De aansluitende camping biedt plaats aan 10.000 tenten en 35.000 bezoekers. Alle combitickethouders hadden tot 2024 gratis toegang.
Metal Town
Op 2,5 kilometer van het festival bevindt zich "Metal Town". Tegen betaling biedt dit terrein de mogelijkheid tot het stallen van caravans of kampeerauto's. Tevens zijn er zogenaamde "festihutten" te huur voor de duur van het festival.

## Programma

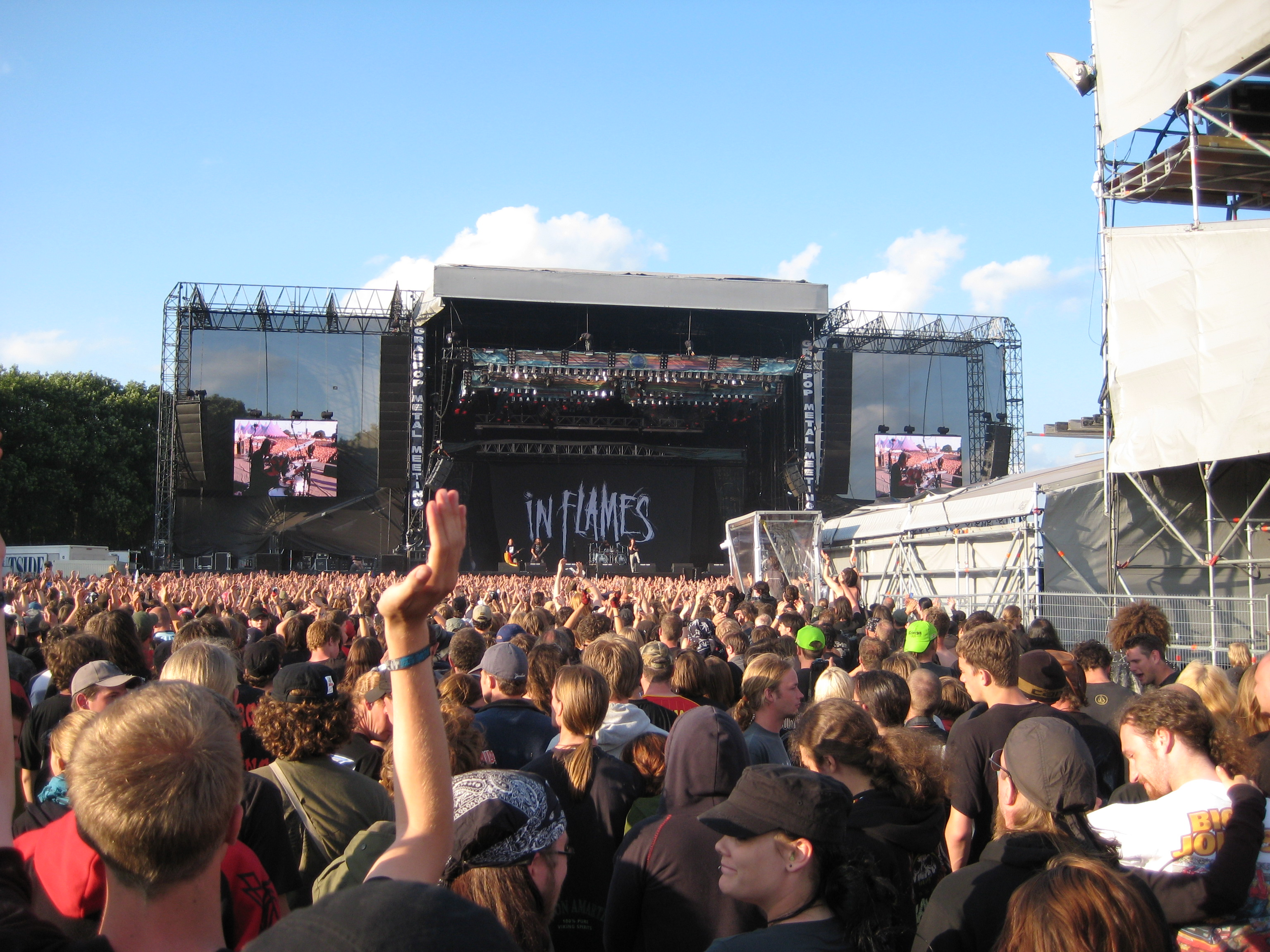
De Main Stage in 2008

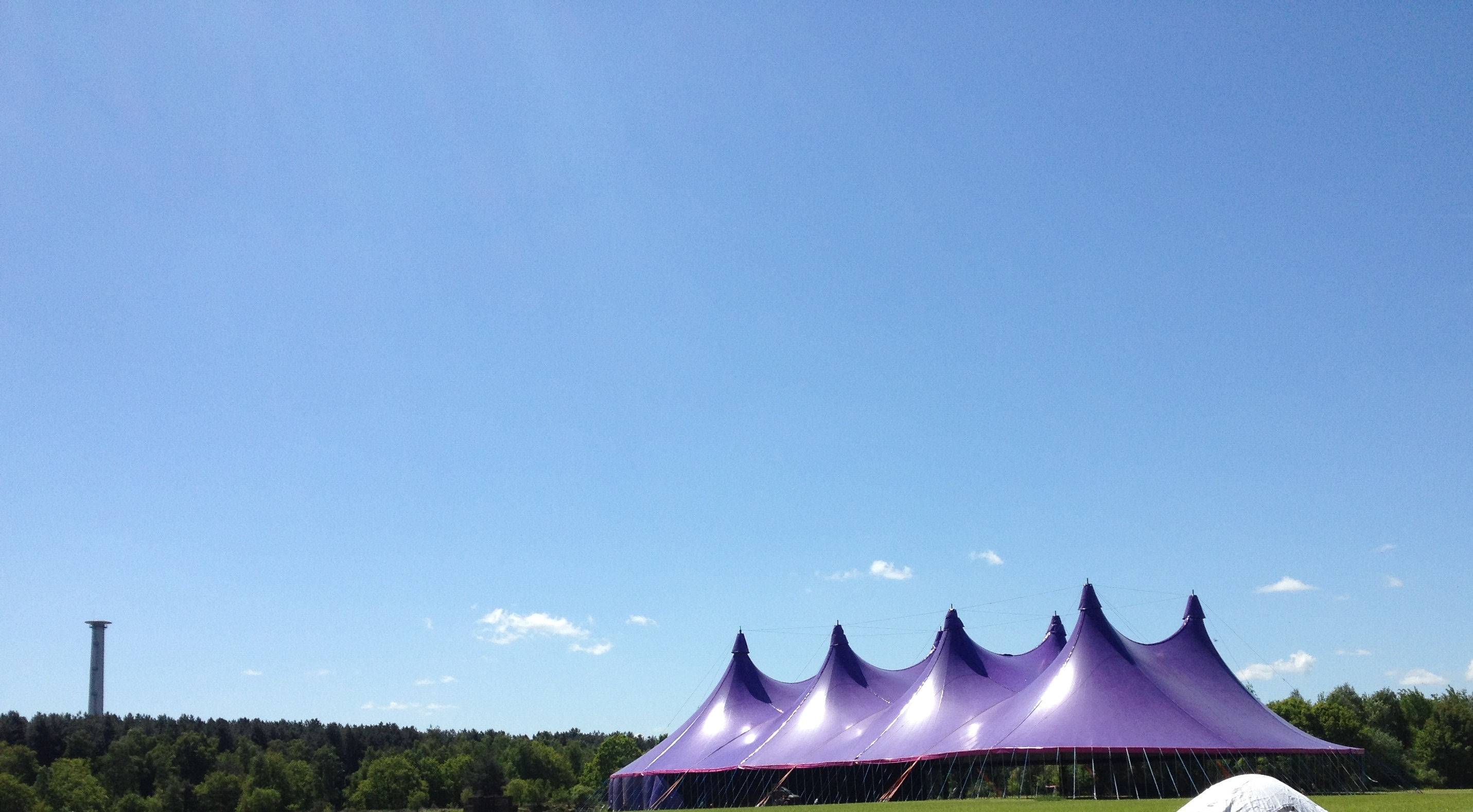
Marquee 2 in opbouw (editie 2013)

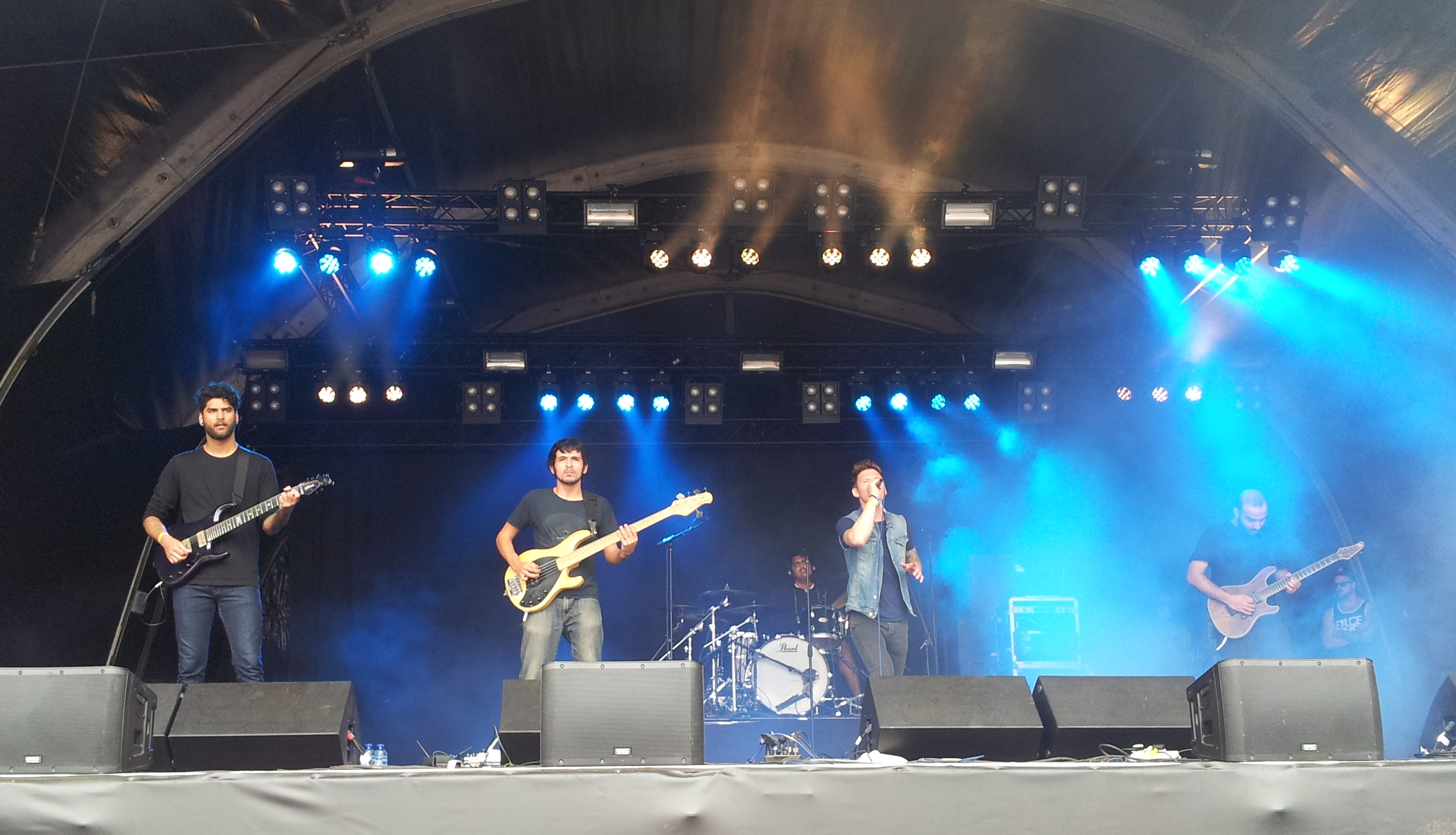
Optreden van Skyharbor in de Jupiler Stage tijdens Graspop 2014

Na begonnen te zijn als eendaags festival, groeide het in de loop der jaren stilaan uit tot een vierdaags festival. Tot en met 1999 vond het festival telkens plaats op de laatste zondag van juni, vanaf 2000 op de laatste zaterdag. In 2001 vond voor het eerst de "campingfest" plaats, op de vrijdag voorafgaande aan het festival. De editie van 2004 was de eerste die drie dagen duurde. De vrijdag was een volwaardige festivaldag geworden en de zondag werd aan het programma toegevoegd. 2011 zag met de introductie van "Belgische donderdag" de toevoeging van een vierde festivaldag. Uitsluitend combiticket-houders hebben op donderdag toegang tot het terrein. Behoudens enkele uitzonderingen, heeft het festival plaats tijdens het laatste weekend van juni.

### Podia
Met het groeien van het festival, nam ook het aantal podia toe. De eerste editie vond plaats op twee podia, de "Main Stage" en de "Marquee". Bij de tweede editie reeds werd een derde podium, de "Skate Stage" (later omgedoopt tot "Marquee 2") toegevoegd. In 2005, respectievelijk 2014, kwamen daar nog de "Metal Dome" en de "Jupiler Stage" bij. Een vijfde podium bevindt zich in het Classic Rock Café. In 2014 en 2015 voorzag het festival in twee Main Stages, ten koste van één Marquee.

#### Main Stage
De Main Stage bestaat uit een "Classic 4-Tower Roof"-opstelling van podiumbouwer Stageco (sinds het begin van GMM hoofdpodiumbouwer van het festival) met een benutbaar oppervlak van 27 bij 20 meter. Tijdens de editie van 2014 werden twee van deze podia (Main Stage 1 en 2) verbonden middels een portiek. Zodoende ontstond één groot hoofdpodium met een totale voetafdruk van 87 bij 37 meter.
Het podiumdecoratiebedrijf Phixion uit Beerse maakte voor Graspop 2013 een twaalf meter hoge versie van het logo van Graspop uit isimo, voorzien van licht- en rookeffecten. Tijdens die editie hing het kunstwerk aan een stelling bij de Metal Dome. In 2014 en wederom in 2015 vormde het de verbinding tussen de twee Main Stages.

#### Marquee
Zoals de naam reeds doet vermoeden zijn de Marquees (evenals de Skate Stage dat was) indoorpodia. Deze tenten (sinds 2014 één tent) bevinden zich rechts achter de festivalweide. Voor Graspop wordt gebruikgemaakt van de "Manhattan" van Top Tents in een uitvoering met acht palen. Met een lengte van 94 meter en een breedte van 55 meter, heeft deze tent een totale oppervlakte van 5170 vierkante meter.

#### Metal Dome
Op een aparte weide, links van het hoofdterrein, bevinden zich de Metal Dome en de Jupiler Stage. De eerste is een zogenaamde alu-hal van veertig bij zestig meter.

#### Jupiler Stage
Tijdens de editie van 2014 introduceerde AB Inbev, na eerder op grote festivals in België (waaronder Graspop) aanwezig geweest te zijn met de "Joe Piler Saloon", de Jupiler Stage. Op dit podium, direct naast de Metal Dome gelegen, gaat de aandacht vooral uit naar Belgische bands. De Jupiler Stage is een "Micro Arch" van Stageco. Ook in 2015 was de Jupiler Stage aanwezig.

#### Classic Rock Café
Naast de Main Stages en de diverse grotere nevenpodia, biedt ook het Classic Rock Café onderdak aan een bescheiden podium. Hier vinden gedurende het festival enkele optredens en akoestische sessies plaats.

## Edities
De volgende bands traden reeds op tijdens het festival. In het onderstaande overzicht wordt telkens per jaar weergeven welke bands/artiesten op welk podium optraden. Doorgehaalde namen betreft bands die op het laatste moment afzegden en zodoende wel op de affiche stonden.

### 1996
| Zondag 30 juni |
| Main Stage |
| --- |
| Iron Maiden (hoofdact) Slayer Life of Agony Channel Zero Sick of It All Fear Factory Tiamat Skin (verving Helloween) Gorefest |
| Marquee |
| Type O Negative Morbid Angel Downset Shelter Drain Manhole                                                                    |

### 1997
| Zondag 29 juni |
| Main Stage |
| --- |
| Alice Cooper (hoofdact) Megadeth Biohazard Saxon Napalm Death (verving Obituary) Grip Inc. Samael Entombed Pist' on |
| Marquee |
| My Dying Bride Tiamat Moonspell Cradle of Filth The Gathering Dimmu Borgir                                          |
| Skate Stage |
| Madball Lagwagon Ryker's Millencolin Deviate Handsome                                                               |

### 1998
| Zondag 28 juni |
| Main Stage |
| --- |
| Black Sabbath (hoofdact) Dream Theater Deftones Soulfly Iced Earth (verving Savatage) Coal Chamber Obituary Spiritual Beggars |
| Marquee |
| Paradise Lost Moonspell Dimmu Borgir In Flames Within Temptation                                                              |
| Skate Stage |
| Primus Madball Pro-Pain Misfits Congress                                                                                      |

### 1999
| Zondag 27 juni                                                                                        |
| Main Stage                                                                                            |
| --- |
| Manowar (hoofdact) Sepultura Motörhead S.O.D. The Gathering Kreator Primal Fear Darkane Ancient Rites |
| Marquee 1                                                                                             |
| Cradle of Filth Mercyful Fate Immortal Anathema Children of Bodom Hypocrisy                           |
| Marquee 2                                                                                             |
| Danzig Slapshot Ryker's Pitchshifter hard resistance Out                                              |

### 2000
| Zaterdag 24 juni                                                                                          |
| Main Stage                                                                                                |
| --- |
| Iron Maiden (hoofdact) Slayer Machine Head Rollins Band Saxon Testament Gamma Ray Entombed Dirty Deeds    |
| Marquee 1                                                                                                 |
| My Dying Bride Anathema Tristania Samaël Apocalyptica Cannibal Corpse God Dethroned Oceans of Sadness     |
| Marquee 2                                                                                                 |
| Cro-mags Madball Skarhead No Fun At All 59 Times The Pain Liberator Bombshell Rocks Voice of a Generation |

### 2001
| Vrijdag 22 juni (campingfest)                                                        | Zaterdag 23 juni 2001 |
| Main Stage                                                                           | Main Stage |
| ------------------------------------------------------------------------------------ | --- |
|                                                                                      | Judas Priest (hoofdact) Cradle of Filth Megadeth Bad Religion (verving Reach The Sky) Motörhead Savatage Primal Fear Farmer boys Kill II This Pist'on |
| Marquee 1                                                                            | |
| Nevermore Rose Tattoo Destruction Devin Townsend Ancient Rites Metalium Action in DC | Marduk Within Temptation Six Feet Under Macabre The Haunted Orphanage Unleashed                                                                       |
| Marquee 2                                                                            | |
|                                                                                      | Suicidal Tendencies Dropkick Murphys Sick of It All Shelter Backfire Reach The Sky Awkward Thought                                                    |

### 2002
| Vrijdag 5 juli (campingfest)                                                | Zaterdag 6 juli 2002 |
| Main Stage                                                                  | Main Stage |
| --------------------------------------------------------------------------- | --- |
|                                                                             | Slayer (hoofdact) Dream Theater Machine Head Bruce Dickinson Halford Tristania Symphony X (verving Edguy) .calibre Evergrey |
| Marquee 1                                                                   | |
| Saxon Anathema Moonspell Kreator Doro Rage Manic Movement                   | My Dying Bride Immortal Cannibal Corpse Hypocrisy Arch Enemy Dismember                                                      |
| Marquee 2                                                                   | |
| Agnostic Front After Forever Less Than Jake In Extremo Massif Skarhead Xeah | Biohazard Slapshot The Vandals D.R.I. Deviate Intergrity (verving Subzero)                                                  |

### 2003
| Vrijdag 4 juli (campingfest)                                      | Zaterdag 5 juli                                                                                           |
| Main Stage                                                        | Main Stage                                                                                                |
| ----------------------------------------------------------------- | --- |
|                                                                   | Iron Maiden (hoofdact) Alice Cooper Within Temptation Anthrax Murderdolls Arch Enemy Doro Pro-Pain Killer |
| Marquee 1                                                         | |
| Type O Negative Sepultura Opeth Samael Mastodon Oceans of Sadness | Ministry Lacuna Coil Six Feet Under Finntroll The Haunted Destroyer 666                                   |
| Marquee 2                                                         | |
| Stratovarius Apocalyptica Overkill Masterplan Atreyu Aborted      | Stone Sour Sick of It All Hatebreed Prong Youth of Today Convict                                          |

### 2004
| Vrijdag 25 juni                                                               | Zaterdag 26 juni                                                                                     | Zondag 27 juni                                                                               |
| Main Stage                                                                    | Main Stage                                                                                           | Main Stage                                                                                   |
| ----------------------------------------------------------------------------- | --- | -------------------------------------------------------------------------------------------- |
|                                                                               | Alice Cooper (hoofdact) Slipknot Motörhead Soulfly Queensrÿche Pleymo Brides of Destruction Evergrey | Judas Priest (hoofdact) Life of Agony Fear Factory Saxon Testament Destruction Seven Witches |
| Marquee 1                                                                     | |                                                                                              |
| Cowboys & Aliens Action in DC Circle II Circle In Extremo Anathema Iced Earth | Cradle of Filth My Dying Bride Anthrax Morbid Angel Oomph! Scarve                                    | Dimmu Borgir Children of Bodom Therion Death Angel Dying Fetus Malevolent Creation           |
| Marquee 2                                                                     | |                                                                                              |
| Exodus Hypocrisy After Forever Suffocation Dillinger Escape Plan Epica        | Agnostic Front Terror Blood for Blood Discipline Backfire Do Or Die                                  | Hatebreed Ill Nino Ignite Chimaira Killswitch Engage Shadows Fall                            |

### 2005
| Vrijdag 24 juni                                                                          | Zaterdag 25 juni                                                           | Zondag 26 juni                                                                                   |
| Main Stage                                                                               | Main Stage                                                                 | Main Stage                                                                                       |
| ---------------------------------------------------------------------------------------- | -------------------------------------------------------------------------- | ------------------------------------------------------------------------------------------------ |
| System of a Down (hoofdact) Within Temptation Papa Roach Helmet Alter Bridge The Ga*Ga*s | Slipknot (hoofdact) Slayer Accept Hatebreed Kamelot Epica Soilwork Skitsoy | Iron Maiden (hoofdact) Dream Theater Dio Yngwie Malmsteen Primal Fear Axel Rudi Pell Dragonforce |
| Marquee 1                                                                                |                                                                            |                                                                                                  |
| Nevermore Megadeth Metal Church Immolation Enslaved Grave Digger                         | In Flames Sirenia Samael Amon Amarth Gorefest Behemoth                     | Lacuna Coil Dark Tranquillity Nuclear Assault Aborted Oceans of Sadness                          |
| Marquee 2                                                                                |                                                                            |                                                                                                  |
| Kreator Dillinger Escape Plan Madball H2O Caliban 80's Matchbox B-Line Disaster          | Anthrax Sick of It All Mastodon Rose Tattoo Pro Pain Peter Pan Speedrock   | Terror Amen Walls of Jericho Murphy's Law Hatesphere                                             |
| Metal Dome                                                                               |                                                                            |                                                                                                  |
| Chimaira Judasville Sengir Cowboys And Aliens Axamenta In-Quest Autumn                   | Stormrider                                                                 |                                                                                                  |

### 2006
| Vrijdag 23 juni                                                                     | Zaterdag 24 juni | Zondag 25 juni                                                            |
| Main Stage                                                                          | Main Stage | Main Stage                                                                |
| ----------------------------------------------------------------------------------- | --- | ------------------------------------------------------------------------- |
| Whitesnake Lacuna Coil Michael Schenker Group Edguy Trivium Y&T Anvil               | Guns N' Roses KoRn (afgezegd) Soulfly Alice in Chains Stone Sour Avenged Sevenfold Bullet for My Valentine Bloodsimple | Motörhead Saxon Helloween In Flames Armored Saint Dragonforce Machine Men |
| Marquee 1                                                                           | |                                                                           |
| Satyricon Moonspell The Gathering Stream of Passion Leaves' Eyes Sengir             | Opeth My Dying Bride Nile Obituary Ancient Rites Akercocke                                                             | Cradle of Filth After Forever Exodus Enthroned Ensiferum In-Quest         |
| Marquee 2                                                                           | |                                                                           |
| Die Krupps Evergrey Soilwork 36 Crazyfists Gojira Darkane                           | Death Angel Ill Nino Jon Oliva's Pain The New York Dolls The Datsuns Caliban                                           | Arch Enemy Agnostic Front Ignite Devil Driver Beyond Fear As I Lay Dying  |
| Metal Dome                                                                          | |                                                                           |
| Axamenta Leng Tch'e Callenish Circle Panchrysia Iconoclasm Battalion The Maple Room | Action in DC Up The Irons Ozzy Oz Purple Strangers Nutellica                                                           |                                                                           |

### 2007

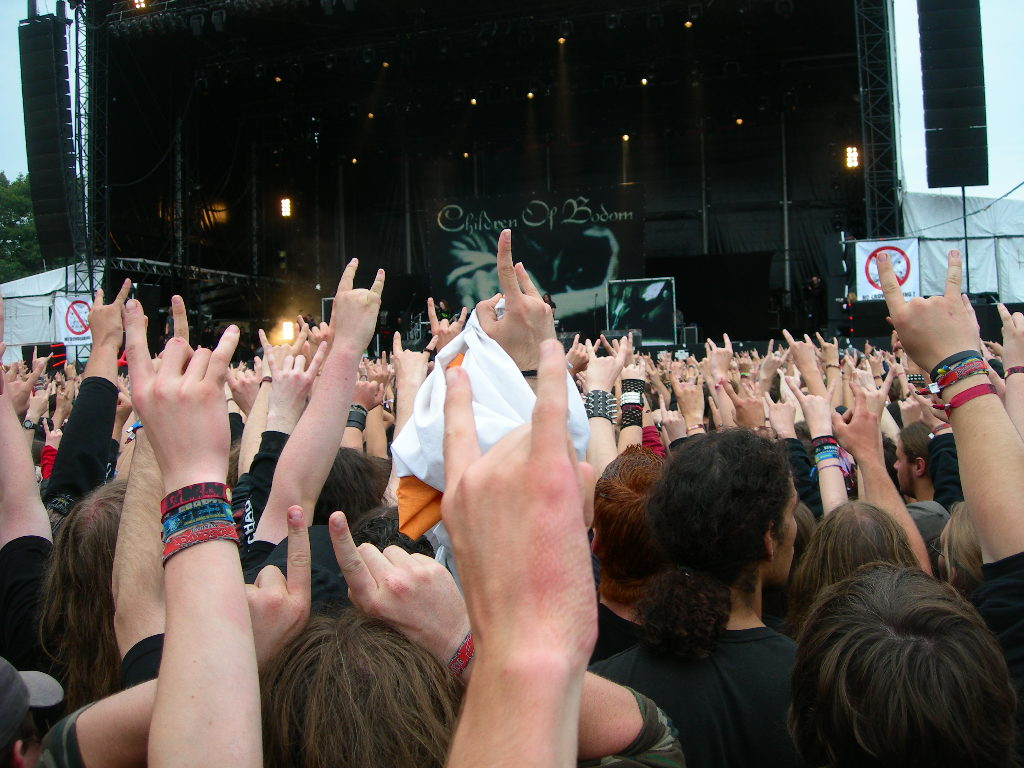
Children of Bodom op de Main Stage tijdens GMM7

| Vrijdag 22 juni                                                                                        | Zaterdag 23 juni                                                                                           | Zondag 24 juni                                                                                        |
| Main Stage                                                                                             | Main Stage                                                                                                 | Main Stage                                                                                            |
| --- | --- | --- |
| Aerosmith (hoofdact) Chris Cornell Within Temptation Papa Roach Static-X Thin Lizzy (afgezegd) Fastway | Iron Maiden (hoofdact) KoRn Heaven & Hell Life of Agony Stone Sour Lamb of God Lauren Harris               | Ozzy Osbourne (hoofdact) Slayer Children of Bodom Hammerfall Black Label Society Chimaira DevilDriver |
| Marquee 1                                                                                              | | |
| Blind Guardian Joe Satriani Pain of Salvation Grave Digger Epica Sabaton                               | Dimmu Borgir Tiamat Cannibal Corpse Atheist Sirenia Brutal Truth                                           | Amon Amarth Finntroll Korpiklaani Moonsorrow Turisas Eluveitie                                        |
| Marquee 2                                                                                              | | |
| Therion Type O Negative Celtic Frost Amorphis Vader 1349                                               | Me First and the Gimme Gimmes Drowning Pool Less Than Jake Legion of the Damned Rose Hill Drive Spiralarms | Mastodon As I Lay Dying Unearth Cynic Mercenary In This Moment                                        |
| Metal Dome                                                                                             | | |
| Volbeat Belphegor Textures Crimson Falls TAB                                                           | DevilDriver (verving Bloodsimple) Scarve Thurisaz Suhrim Spoiler NYC                                       | Stormrider Oceans of Sadness El Guapo Stuntteam Spoil Engine Asrai Welkin                             |

### 2008
| Vrijdag 27 juni                                                             | Zaterdag 28 juni                                                                                   | Zondag 29 juni |
| Main Stage                                                                  | Main Stage                                                                                         | Main Stage |
| --------------------------------------------------------------------------- | -------------------------------------------------------------------------------------------------- | --- |
| Judas Priest (hoofdact) Whitesnake Def Leppard Saxon Yngwie Malmsteen Tesla | Kiss (hoofdact) Cavalera Conspiracy Iced Earth Sonata Arctica Forbidden Volbeat (afgezegd) Sabaton | Iron Maiden (hoofdact) In Flames Avenged Sevenfold Bullet for My Valentine Apocalyptica Rose Tattoo Lauren Harris |
| Marquee 1                                                                   | | |
| Ministry Testament Symphony X Moonspell Black Stone Cherry                  | My Dying Bride Immortal Korpiklaani Dying Fetus Hollenthon Novembers Doom                          | Opeth (afgezegd) At The Gates Primordial Soilwork Alchemist Rotting Christ                                        |
| Marquee 2                                                                   | | |
| Morbid Angel Nile Obituary Deathstars Behemoth                              | Helmet Bring Me the Horizon 36 Crazyfists Agent Steel Bleeding Through Throwdown                   | Arch Enemy Madball Coverge Comeback Kid Skindred Disfear                                                          |
| Metal Dome                                                                  | | |
| Firewind Damn Your Idols The Lucifer Principle Steak Number Eight Dedicted  | Delain Valient Thorr Alestorm Die Mannequin Hacride                                                | Action in DC Shai Hulud The Seventh Withsmeller Persuivant After All Black Tide                                   |

### 2009
| Vrijdag 26 juni                                                                | Zaterdag 27 juni                                                                                            | Zondag 28 juni                                                                                  |
| Main Stage                                                                     | Main Stage                                                                                                  | Main Stage                                                                                      |
| ------------------------------------------------------------------------------ | --- | ----------------------------------------------------------------------------------------------- |
| Mötley Crüe (hoofdact) Heaven & Hell Soulfly Papa Roach DragonForce Buckcherry | Slipknot (hoofdact) KoRn Journey Hatebreed Mastodon Black Stone Cherry In-Quest (verving Killswitch Engage) | Marilyn Manson (hoofdact) Nightwish Disturbed Chickenfoot Trivium Lamb of God UFO               |
| Marquee 1                                                                      | |                                                                                                 |
| Dream Theater Blind Guardian W.A.S.P. Jon Oliva's Pain Firewind                | Lacuna Coil Death Angel Gojira Legion of the Damned Kataklysm Keep of Kalessin                              | Children of Bodom Epica Sacred Reich Candlemass Scar Symmetry Warbringer                        |
| Marquee 2                                                                      | |                                                                                                 |
| Down Static-X Exodus Pestilence Laaz Rockit                                    | Volbeat Monster Magnet Duff McKagans Loaded Parkway Drive No Use for a Name All Shall Perish                | Sick of It All Anthrax DevilDriver Suicidal Tendencies God Forbid Diablo Blvd (verving Flyleaf) |
| Metal Dome                                                                     | |                                                                                                 |
| The Gathering Samael Taake Lauren Harris                                       | Wolves in the Throne Room Dagoba Delain (verving Five Finger Death Punch) Negura Bunget Manic Movement      | Karma To Burn All That Remains ETHS August Burns Red The Reckoning                              |

### 2010
| Vrijdag 25 juni                                                                               | Zaterdag 26 juni                                                                               | Zondag 27 juni                                                                      |
| Main Stage                                                                                    | Main Stage                                                                                     | Main Stage                                                                          |
| --------------------------------------------------------------------------------------------- | ---------------------------------------------------------------------------------------------- | ----------------------------------------------------------------------------------- |
| Aerosmith (hoofdact) Motörhead Stone Temple Pilots Slayer Ratt (afgezegd) Billy Talent Revamp | Soulfly (hoofdact) Channel Zero Slash Mastodon Bullet for My Valentine Sabaton Killing Machine | Kiss (hoofdact) Hatebreed Killswitch Engage Jon Oliva's Pain Exodus Evergrey Atreyu |
| Marquee 1                                                                                     |                                                                                                |                                                                                     |
| My Dying Bride Tarja Therion Anathema Deicide Ghost Brigade                                   | Immortal Paradise Lost Obituary Cannibal Corpse Dark Funeral Hail of Bullets                   | Amon Amarth Bloodbath Behemoth Alestorm Katatonia Necrophobic                       |
| Marquee 2                                                                                     |                                                                                                |                                                                                     |
| Saxon Doro Steel Panther UDO Anvil Raven                                                      | Airbourne Sick of It All Fear Factory Walls of Jericho Earth Crisis Sylosis                    | DevilDriver Unearth A Day To Remember As I Lay Dying Mucky Pup Job For A Cowboy     |
| Metal Dome                                                                                    |                                                                                                |                                                                                     |
| Nile Sepultura Devin Townsend The Devils Blood Bleeding Through Oceans of Sadness             | Tankard 3 Inches of Blood Rise To Remain Dear Superstar Spoil Engine                           | Finntroll Korpiklaani 36 Crazyfists The Faceless Deadlock Between The Buried And Me |

### 2011

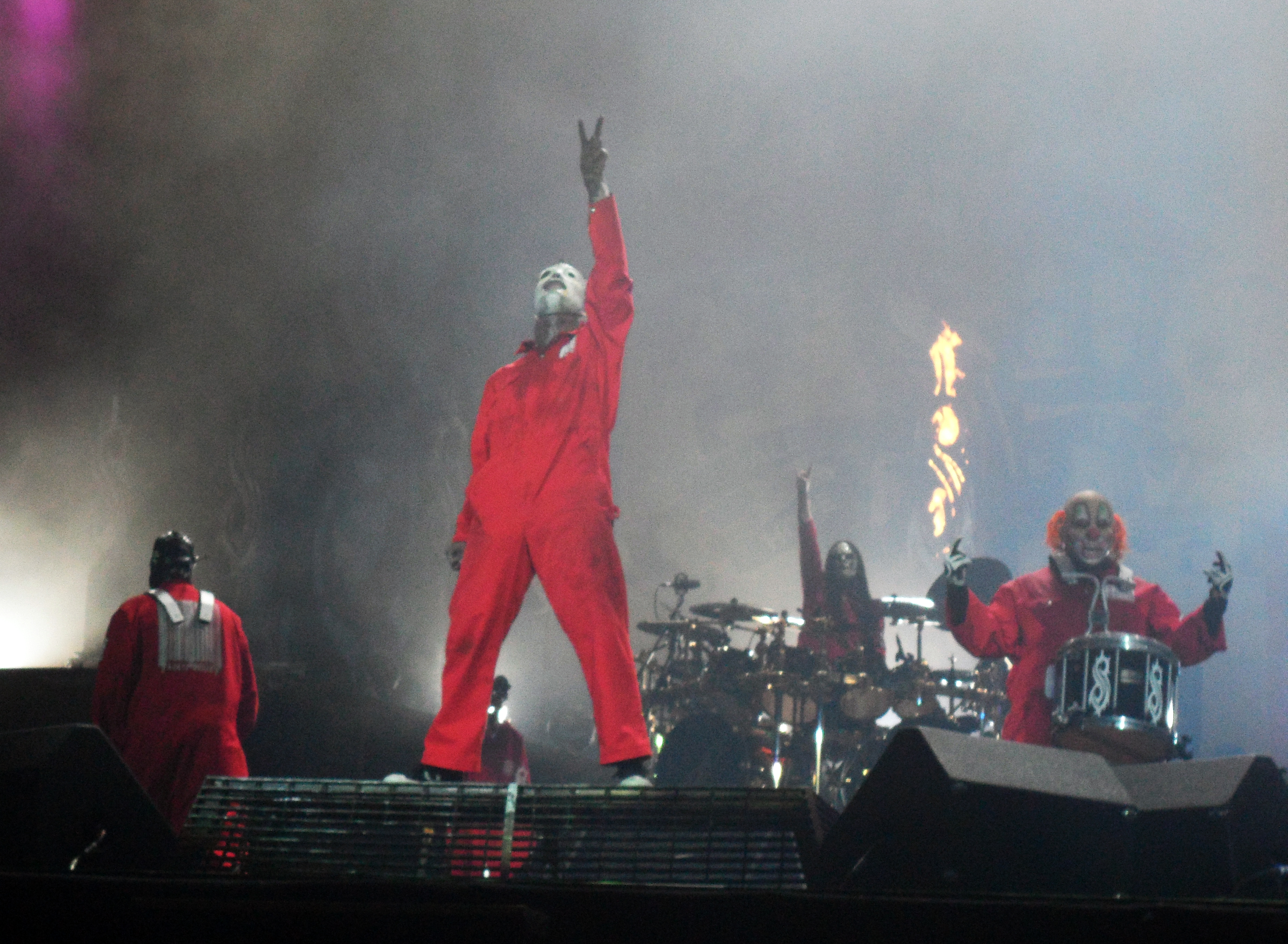
Slipknot op de Main Stage tijdens GMM11

Afzeggingen: Disturbed, All That Remains en Masters Of Reality., Black Sabbath
| Donderdag 23 juni                 | Vrijdag 24 juni                                                                      | Zaterdag 25 juni                                                                                                | Zondag 26 juni                                                                                              |
| Main Stage                        | Main Stage                                                                           | Main Stage | Main Stage                                                                                                  |
| --------------------------------- | ------------------------------------------------------------------------------------ | --- | --- |
|                                   | Scorpions (hoofdact) Volbeat Korn Journey Foreigner Dio Disciples FM                 | Judas Priest (hoofdact) Whitesnake Channel Zero Black Label Society Firewind Lacuna Coil Diablo Blvd            | Slipknot (hoofdact) Rob Zombie Avenged Sevenfold Mastodon Kreator Anvil Pagan's Mind (verving Wayne Static) |
| Marquee 1                         |                                                                                      | | |
|                                   | Iced Earth Epica Watain Corrosion of Conformity The Black Dahlia Murder Arkona       | Cradle of Filth Arch Enemy Moonspell Triptykon Suicide Silence Kvelertak                                        | Cavalera Conspiracy Opeth Legion of the Damned Moonsorrow Amorphis Baptized In Blood                        |
| Marquee 2                         |                                                                                      | | |
|                                   | Parkway Drive The Damned Things Heaven Shall Burn Sepultura Dwarves Protest The Hero | Bullet for My Valentine Monster Magnet Times of Grace Bleed From Within (verving All Shall Perish) Kylesa Adept | Bring Me the Horizon Dublin Death Patrol Terror Pro-pain D.R.I. Rise To Remain                              |
| Metal Dome                        |                                                                                      | | |
| RedBull Bedroom Jam Video Top 100 | Duff McKagan's Loaded Angel Witch The Rods Sweet Savage Endless Dark Revoker         | Pain Electric Wizard Spiritual Beggars Ghost The Black Spiders After The Burial                                 | Soilwork Escape the Fate Architects Gwar While She Sleeps Steak Number Eight                                |

### 2012
| Donderdag 21 juni               | Vrijdag 22 juni                                                                             | Zaterdag 23 juni                                                                                       | Zondag 24 juni |
| Main Stage                      | Main Stage                                                                                  | Main Stage                                                                                             | Main Stage |
| ------------------------------- | ------------------------------------------------------------------------------------------- | --- | --- |
|                                 | Ozzy Osbourne & Friends (hoofdact) Slayer Sabaton Slash Black Label Society Godsmack Tracer | Limp Bizkit (hoofdact) Twisted Sister Megadeth Trivium Thin Lizzy Primal Fear Adrenaline Mob Powerwolf | Guns N'Roses (hoofdact) Motörhead Machine Head Killswitch Engage Europe Sebastian Bach Six Hour Sundown                                       |
| Marquee 1                       |                                                                                             | | |
|                                 | Lamb of God Amon Amarth Paradise Lost Sacred Reich Ensiferum Skeleton Switch                | Dimmu Borgir My Dying Bride Exodus Eluveitie Death Angel Alestorm                                      | Children of Bodom Behemoth Jon Oliva's Pain Gotthard Ugly Kid Joe Mayan                                                                       |
| Marquee 2                       |                                                                                             | | |
|                                 | Kyuss Lives! Sick of It All Devildriver August Burns Red Unearth I Killed The Prom Queen    | Pennywise Fear Factory Comeback Kid All Shall Perish The Spudmonsters While She Sleeps                 | Hatebreed Gojira Axe Wound H2O Emmure Cancer Bats                                                                                             |
| Metal Dome                      |                                                                                             | | |
| Talent Quest 2012 Metal Top 100 | Cannibal Corpse Obituary Aborted Possessed Winterfylleth Saille                             | Ihsahn & Leprous Nasum Brutal Truth Suicidal Angels Dear Superstar Heidevolk Kobra & The Lotus         | Texas in July Black Veil Brides (verving Betraying the Martyrs) Rival Sons Spoil Engine (verving Winds of Plague) Black Spiders The Treatment |

### 2013
| Donderdag 27 juni                 | Vrijdag 28 juni | Zaterdag 29 juni | Zondag 30 juni                                                                                     |
| Main Stage                        | Main Stage | Main Stage | Main Stage                                                                                         |
| --------------------------------- | --- | --- | -------------------------------------------------------------------------------------------------- |
|                                   | Twisted Sister (hoofdact) KoRn Soulfly Papa Roach Helloween Grave Digger Heathen Crucified Barbara                                  | Slipknot (hoofdact) Saxon Within Temptation Bullet for My Valentine The Devil Wears Prada Rockstar Brainstorm Vanderbuyst | Iron Maiden (hoofdact) In Flames Stone Sour Parkway Drive Hellyeah Pretty Maids Voodoo Six         |
| Marquee 1                         | | | |
|                                   | Kreator Mayhem Dark Funeral Korpiklaani Unleashed Varg                                                                              | Iced Earth (verving W.A.S.P.) Hypocrisy U.D.O. Steak Number Eight (verving Overkill) Tankard Amaranthe                    | King Diamond Epica Ghost God Seed Moonspell Winterfylleth                                          |
| Marquee 2                         | | | |
|                                   | Coal Chamber Heaven Shall Burn Prong All That Remains Asking Alexandria Veil of Maya                                                | P.O.D. Down Agnostic Front Caliban Thy Art Is Murder After The Burial                                                     | Testament Newsted The Dillinger Escape Plan (afgezegd) The Ghost Inside Deez Nuts Every Time I Die |
| Metal Dome                        | | | |
| Red Bull Bedroom Jam Metal Top 50 | Katatonia Rotting Christ Entombed Love and Death Bliksem (verving Escape the Fate) In This Moment (afgezegd) The Monolith Deathcult | Absu Lock Up Aura Noir Dunderbeist Between The Buried And Me Sylosis Hacktivist                                           | The Sword Karma To Burn (verving Clutch) Red Fang Bullet Heaven's Basement King Hiss               |

### 2014
| Donderdag 26 juni                                         | Vrijdag 27 juni | Zaterdag 28 juni                                                                                                 | Zondag 29 juni                                                                                          |
| Main Stage 1                                              | Main Stage 1 | Main Stage 1 | Main Stage 1                                                                                            |
| --------------------------------------------------------- | --- | --- | --- |
|                                                           | Avenged Sevenfold (hoofdact) Slayer Steel Panther Ghost Seether Jeff Scott Soto                                                           | Volbeat (hoofdact) Alter Bridge Mastodon Gojira Skillet Prime Circle Civil War                                   | Black Sabbath (hoofdact) Slash Alice in Chains Anthrax Black Label Society The Black Dahlia Murder      |
| Main Stage 2                                              | | | |
|                                                           | Sabaton (hoofdact) Behemoth Doro Sepultura Annihilator Primal Fear (verving Lynch Mob) Alestorm                                           | Limp Bizkit (hoofdact) Trivium W.A.S.P. Gamma Ray Powerwolf Dagoba                                               | Rob Zombie (hoofdact) Hatebreed Bring Me the Horizon Suicidal Silence Comeback Kid Powerman 5000        |
| Marquee                                                   | | | |
|                                                           | Opeth Watain Candlemass Triptykon Napalm Death Solstafir Novembers Doom                                                                   | Carcass Neurosis Satyricon Eluveitie Legion of the Damned Nile Necrophobic In Solitude                           | Meshuggah Paradise Lost Death (DTA) Tiamat Schirenc Plays Pungent Stench Cynic Glorior Belli            |
| Metal Dome                                                | | | |

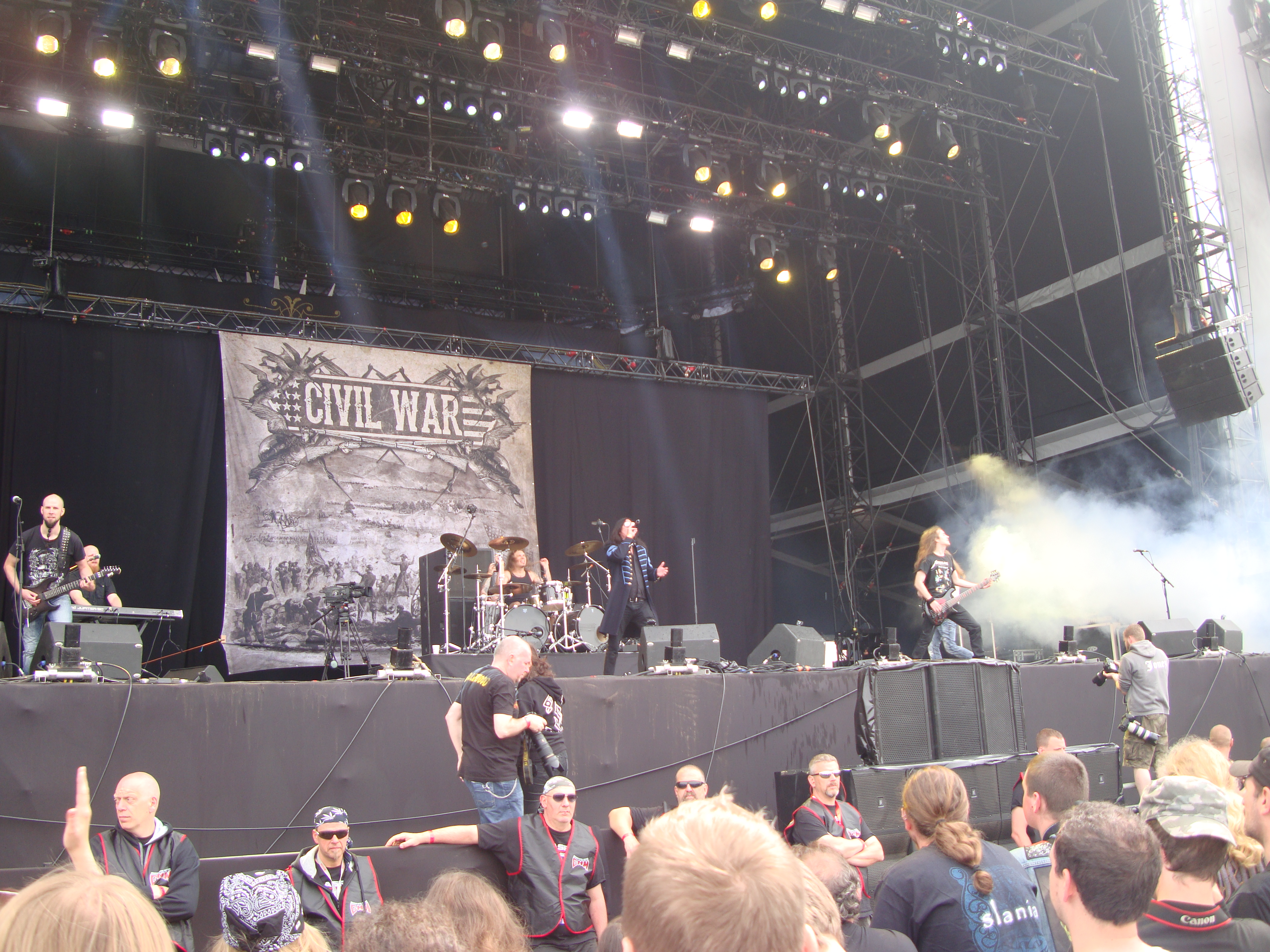
Civil War op de Main Stage 1 tijdens GMM14

| Knives To A Gunfight Temptations For The Weak Atmospheres | High Voltage Graveyard Unida Orange Goblin Walking Papers Of Mice & Men Miss May I Suicidal Angels (verving Devil You Know) The Treatment | Stahlzeit Dark Tranquillity The Dillinger Escape Plan Cult of Luna Amplifier Enslaved Amenra Nails Carach Angren | Metal Church Sebastian Bach Vandenberg's Moonkings Rhapsody of Fire Gloryhammer Scorpion Child Collibus |
| Jupiler Stage                                             | | | |
| Diablo Blvd Evil Invaders Ostrogoth Dyscordia             | Emmure Buckcherry Blessthefall Huntress Battlecross                                                                                       | Kylesa Pro-pain Walls of Jericho Protest The Hero Skyharbor                                                      | Architects We Came As Romans Thy Art Is Murder Letlive. Crossfaith                                      |

### 2015
| Donderdag 18 juni                                        | Vrijdag 19 juni                                                                                                | Zaterdag 20 juni                                                                                                 | Zondag 21 juni |
| Main Stage 1                                             | Main Stage 1                                                                                                   | Main Stage 1 | Main Stage 1 |
| -------------------------------------------------------- | --- | --- | --- |
|                                                          | Kiss (hoofdact) Slash Cavalera Conspiracy Epica Thunder H.E.A.T                                                | Slipknot (hoofdact) Korn Five Finger Death Punch Godsmack A Day to Remember Hollywood Undead Lower Than Atlantis | Scorpions (hoofdact) Motörhead Airbourne Black Stone Cherry Tremonti Pop Evil                                                          |
| Main Stage 2                                             | | | |
|                                                          | Marilyn Manson (hoofdact) In Flames Body Count Life of Agony Asking Alexandria Butcher Babies The Dead Daisies | Judas Priest (hoofdact) Alice Cooper Sonata Arctica Exodus Danko Jones Orchid                                    | Faith No More (hoofdact) Within Temptation Lamb of God Papa Roach Parkway Drive Betraying the Martyrs (vervangt Hellyeah) Like a Storm |
| Marquee                                                  | | | |
| Present Danger Up The Irons The Art of Pantera Diolegacy | My Dying Bride Marduk Cannibal Corpse God Seed Sigh Aborted Der Weg einer Freiheit                             | At The Gates Arch Enemy Korpiklaani Vallenfyre Kataklysm Morgoth Orphaned Land                                   | Cradle of Filth Children of Bodom Amorphis Septicflesh Ensiferum Sylosis Winterfylleth Den Saakaldte                                   |
| Metal Dome                                               | | | |
| Wolves Scream Age of Torment Powerstroke                 | Ihsahn Samael Evergrey Sarke Ne Obliviscaris Blues Pills Avatarium King Hiss                                   | Alcest Primordial Lacuna Coil The Ocean Shining The Haunted Hawk Eyes                                            | Dragonforce FM Equilibrium Devilment Evil Invaders Battle Beast Kobra And The Lotus                                                    |
| Jupiler Stage                                            | | | |
| Bliksem Oceans of Sadness Your Highness Hell City        | Stray from the Path Heidevolk Snot (verving King 810) Set Things Right (verving Northlane) In Hearts Wake      | Every Time I Die We Are Harlot Code Orange Chelsea Grin Upon a Burning Body                                      | Terror Texas in July Counterparts Motionless in White The Charm The Fury                                                               |
| Classic Rock Café                                        | | | |
|                                                          | The Lounge Kittens                                                                                             | | |

### 2016
| Donderdag 16 juni                                      | Vrijdag 17 juni | Zaterdag 18 juni | Zondag 19 juni                                                                                           |
| Main Stage 1                                           | Main Stage 1 | Main Stage 1 | Main Stage 1                                                                                             |
| ------------------------------------------------------ | --- | --- | --- |
|                                                        | Black Sabbath (hoofdact) Megadeth Foreigner Bad Religion The Winery Dogs Monster Truck                                              | Volbeat (hoofdact) Slayer Bullet for My Valentine Testament Skillet Halestorm Bliksem                                                                                  | Iron Maiden (hoofdact) Anthrax Tremonti Shinedown Sick of It All The Raven Age                           |
| Main Stage 2                                           | | | |
|                                                        | King Diamond (hoofdact) Amon Amarth Disturbed Heaven Shall Burn Sixx:A.M. Soilwork Firewind                                         | Nightwish (hoofdact) Ghost Dropkick Murphys Killswitch Engage Pennywise Municipal Waste                                                                                | Twisted Sister (hoofdact) Trivium Powerwolf Saxon Overkill Delain                                        |
| Marquee                                                | | | |
| Dirkschneider Primal Fear Trivium                      | Apocalyptica Dark Funeral Moonspell Arcturus Fleshgod Apocalypse Carach Angren Myrkur                                               | Abbath Gojira Satyricon Obituary Paradise Lost Shining God Dethroned Secrets of the Moon                                                                               | Behemoth Sacred Reich Steak Number Eight Legion of the Damned Moonsorrow Enthroned In the Woods Sikth    |
| Metal Dome                                             | | | |
| Your Highness Knives To A Gunfight Bark                | Nightglow (Manowar Tribute) Motörblast (Motörhead Tribute) Zakk Wylde Amaranthe Loudness Virgin Steele Grand Magus Raven Bloodbound | Bulls On Parade (Rage Against the Machine Tribute) Back To The System (System of a Down Tribute) Rival Sons Tesseract Kadavar Jean Beauvoir Slaves Collibus The Shrine | La Muerte Oomph! Obscura Crobot The Algorithm The Midnight Ghost Train                                   |
| Jupiler Stage                                          | | | |
| Spoil Engine Killer Fleddy Melculy Reject The Sickness | Goe Vur In Den Otto August Burns Red Atreyu Norma Jean Turnstile Monuments                                                          | Goe Vur In Den Otto Anti-Flag The Hickey Underworld Beartooth Skindred Burning Down Alaska                                                                             | Goe Vur In Den Otto The Amity Affliction We Came As Romans Bury Tomorrow Thy Art Is Murder The Wild Lies |
| Classic Rock Café                                      | | | |
| Goe Vur In Den Otto                                    | | | Parris (Thin Lizzy Tribute) Van Hagar (Van Halen Tribute)                                                |

### 2017
| Donderdag 15 juni | Vrijdag 16 juni                                                                                                   | Zaterdag 17 juni                                                                                    | Zondag 18 juni                                                                                    |
| Main Stage 1      | Main Stage 1 | Main Stage 1                                                                                        | Main Stage 1                                                                                      |
| ----------------- | --- | --------------------------------------------------------------------------------------------------- | ------------------------------------------------------------------------------------------------- |
|                   | Rammstein (hoofdact) Europe Dee Snider (verving W.A.S.P.) Black Star Riders Blue Öyster Cult Battle Beast Slydigs | Deep Purple (hoofdact) Alter Bridge Gojira Danko Jones Rhapsody of Fire Axel Rudi Pell              | Scorpions (hoofdact) Evanescence Steel Panther Airbourne Ugly Kid Joe The Raven Age               |
| Main Stage 2      | | |                                                                                                   |
|                   | Emperor (hoofdact) Epica Sepultura Metal Church Comeback Kid Evil Invaders                                        | In Flames (hoofdact) Five Finger Death Punch A Day to Remember Sum 41 Architects DevilDriver Avatar | Sabaton (hoofdact) Rob Zombie Mastodon Hatebreed Alestorm The Charm The Fury                      |
| Marquee           | | |                                                                                                   |
|                   | Brides of Lucifer Tarja AmenRa Sólstafir Rotting Christ Melechesh Decapitated Tribulation                         | Ministry Max & Igor Cavalera Amorphis Mayhem Devin Townsend Project Sanctuary Svart Crown SubRosa   | Primus Opeth Anathema Graveyard Kvelertak The Black Dahlia Murder Memoriam The Monolith Deathcult |
| Metal Dome        | | |                                                                                                   |
|                   | The Dillinger Escape Plan Alcest Prong Psychotic Waltz King's X Sinistro Meshiaak Metal Attack                    | Helmet Monster Magnet Clutch Red Fang Coheed and Cambria Baroness Nothing More                      | Gotthard Queensrÿche The Dead Daisies Hardline Grave Digger Like A Storm Inglorious               |
| Jupiler Stage     | | |                                                                                                   |
|                   | The Devil Wears Prada Motionless in White Northlane Everytime I Die As it is Shvpes                               | Of Mice & Men While She Sleeps Code Orange Crown The Empire As Lions                                | Suicidal Tendencies Suicide Silence Chelsea Grin Touché Amoré Hacktivist                          |
| Classic Rock Café | | |                                                                                                   |
|                   | | |                                                                                                   |

### 2018
| Donderdag 21 juni                                                                 | Vrijdag 22 juni | Zaterdag 23 juni | Zondag 24 juni |
| Main Stage 1                                                                      | Main Stage 1 | Main Stage 1 | Main Stage 1 |
| --------------------------------------------------------------------------------- | --- | --- | --- |
| Guns N' Roses (hoofdact) Jonathan Davis Black Stone Cherry The Pink Slips         | Iron Maiden (hoofdact) Killswitch Engage Powerwolf Shinedown Avatar Tyler Bryant & The Shakedown                                         | Volbeat (hoofdact) Rise Against Arch Enemy Skillet Vixen Backyard Babies                                                      | Ozzy Osbourne (hoofdact) Hollywood Vampires Limp Bizkit Billy Talent Eisbrecher Vandenberg's MoonKings             |
| Main Stage 2                                                                      | | | |
| Ghost (hoofdact) Iced Earth Doro Pesch                                            | Parkway Drive (hoofdact) Avenged Sevenfold Hollywood Undead Tremonti Stick to Your Guns Diablo Blvd                                      | Marilyn Manson (hoofdact) Megadeth Kreator Accept Asking Alexandria Seether Stray from the Path                               | A Perfect Circle (hoofdact) Judas Priest Bullet For My Valentine Body Count ft. Ice-T Powerflo Pro-Pain            |
| Marquee                                                                           | | | |
|                                                                                   | Ayreon Watain Vader Septic Flesh Carach Angren Arkona Akercocke Galactic Empire                                                          | Bloodbath At The Gates Marduk Exodus Amaranthe Asphyx Batushka Bölzer                                                         | Meshuggah Dead Cross Corrosion of Conformity Lacuna Coil Carnivore A.D. Shining Týr Mantar                         |
| Metal Dome                                                                        | | | |
| Goe Vur In Den Otto Kataklysm Heilung Dool Toxic Shock Moments Signs of Algorithm | AC/DC UK Present Danger Neurosis Wolves in the Throne Room The Darkness Pist.on In This Moment Zeal & Ardor The Raven Age Savage Messiah | Subliminal Verses Living Theory Baroness Sons of Apollo Kadavar Planet of Zeus The Vintage Caravan Thundermother Stone Broken | DJ Rock The Fox The Bloody Beetroots Perturbator Skindred TesseracT The Contortions Eskimo Callboy Ego Kill Talent |
| Jupiler Stage                                                                     | | | |
| Madball Fleddy Melculy Bury Tomorrow Cancer Bats Follow the Cipher                | Less than Jake Anti-Flag L7 Silverstein Culture Abuse                                                                                    | Underoath Miss May I Crossfaith Boston Manor Our Hollow, Our Home                                                             | Thy Art Is Murder Emmure Blessthefall Knocked Loose Modern Life is War Employed to Serve                           |
| Classic Rock Café                                                                 | | | |
| DJ Carl Purpendicular Hats Off To Led Zeppelin                                    | DJ Carl Amæzing Snäkes | DJ Carl System Pilot | DJ Carl Eternal Run for Cover                                                                                      |

### 2019
| Donderdag 20 juni                                             | Vrijdag 21 juni                                                                                                   | Zaterdag 22 juni                                                                                      | Zondag 23 juni                                                                                   |
| Main Stage 1                                                  | Main Stage 1 | Main Stage 1                                                                                          | Main Stage 1                                                                                     |
| ------------------------------------------------------------- | --- | --- | ------------------------------------------------------------------------------------------------ |
|                                                               | Slayer (hoofdact) Amon Amarth Anthrax Testament Hatebreed Death Angel                                             | Slipknot (hoofdact) Disturbed Slash ft Myles Kennedy Behemoth Three Days Grace Bad Wolves             | Kiss (hoofdact) Def Leppard Whitesnake Gojira Deadland Ritual FM                                 |
| Main Stage 2                                                  | | |                                                                                                  |
|                                                               | Within Temptation (hoofdact) Lynyrd Skynyrd Architects Glenn Hughes Eisbrecher Like a Storm                       | Lamb of God (hoofdact) Godsmack Trivium Halestorm Hammerfall Gloryhammer                              | Sabaton (hoofdact) Rob Zombie In Flames Delain Inglorious                                        |
| Marquee                                                       | | |                                                                                                  |
| Philip H. Anselmo & the Illegals Sonata Arctica Aborted Raven | Stone Temple Pilots Eagles of Death Metal Children of Bodom Cult of Luna Candlemass Crowbar Whitechapel Wiegedood | King Diamond Ministry Clutch Legion of the Damned Borknagar Immolation Ne Obliviscaris Cellar Darling | Carcass Cradle of Filth Eluveitie Possessed Insomnium Fleshgod Apocalypse Equilibrium Skálmöld   |
| Metal Dome                                                    | | |                                                                                                  |
| Off the Cross Concealed Reality Hemelbestormer                | Mysticum Starset Carpenter Brut Combichrist Candlebox The HU                                                      | Demons & Wizards Krokus UFO Phill Campbell & The Bastard Sons Grand Magus Beast in Black Lovebites    | Hawkwind Kvelertak Uncle Acid & The Deadbeats Living Colour Nashville Pussy Orange Goblin Crisix |
| Jupiler Stage                                                 | | |                                                                                                  |
| The Amity Affliction Beartooth Nasty Black Peaks              | Discharge Fever 333 Municipal Waste Bleed From Within To The Rats & Wolves                                        | Refused No Fun At All Agnostic Front Taking Back Sunday State Champs                                  | Sick of It All While She Sleeps Terror Born From Pain Power Trip                                 |
| Classic Rock Café                                             | | |                                                                                                  |

### 2020
De 25e editie van 2020 werd twee maanden vooraf afgelast vanwege het uitbreken van de Coronapandemie. Deze jubileumeditie stond gepland van 18 t/m 21 juni, met artiesten als: Iron Maiden, Faith No More, Judas Priest, Aerosmith, KoRn, Deep Purple, The Offspring, Foreigner, Powerwolf, Airbourne, Alter Bridge en Disturbed.

### 2021
Door het annuleren van de editie van 2020, werd de editie van 2021 de 25e jubileumeditie. De eerste bevestigde artiest was Aerosmith, als headliner op de zondag; zij stonden ook in 2020 op het programma als afsluiter. Ook deze editie werd geannuleerd.

### 2022
De annuleringen van de edities in 2020 en 2021, hadden als gevolg dat de 25e editie plaatsvond in 2022. Het programma van deze jubileumeditie was als volgt:
| Donderdag 16 juni                                                                               | Vrijdag 17 juni                                                                                            | Zaterdag 18 juni                                                                                            | Zondag 19 juni                                                                        |
| South Main Stage                                                                                | South Main Stage                                                                                           | South Main Stage                                                                                            | South Main Stage                                                                      |
| ----------------------------------------------------------------------------------------------- | --- | --- | ------------------------------------------------------------------------------------- |
| Iron Maiden Powerwolf Tremonti Battle Beast                                                     | Scorpions Whitesnake A Day to Remember Bullet for My Valentine Steel Panther Beyond the Black              | Judas Priest Saxon Foreigner Europe Michael Schenker Majestica                                              | Sabaton Deep Purple Alice Cooper Skillet Rival Sons Thunder                           |
| North Main Stage                                                                                | | |                                                                                       |
| Volbeat Dropkick Murphys Mastodon Beartooth While She Sleeps                                    | Within Temptation Megadeth Heaven Shall Burn Black Label Society Gloryhammer Phil Campbell plays Motörhead | KoRn Five Finger Death Punch Shinedown Eisbrecher Blues Pills Kontrust                                      | Deftones The Offspring Alestorm Evil Invaders Crossfaith                              |
| Marquee                                                                                         | | |                                                                                       |
| Mercyful Fate My Dying Bride STAKE Death to All In Extremo Flotsam & Jetsam Vltimas Misthyrming | Heilung Amenra Paradise Lost Alcest Angelus Apatrida (verving Sacred Reich) Gaahls Wyrd Dool Disillusion   | Opeth Devin Townsend Down Ihsahn Decapitated Dying Fetus Tribulation Imminence                              | Dimmu Borgir Amorphis Sepultura Tiamat Destruction Naglfar Bütcher The Great Old Ones |
| Metal Dome                                                                                      | | |                                                                                       |
| Baroness High on Fire Enthroned Celeste Ialma Toxic Shock Strains The Curse of Millhaven        | Killing Joke Perturbator Zeal & Ardor Twin Temple The Vintage Caravan Sloper British Lion Tempt            | Myles Kennedy and Company Red Fang Ugly Kid Joe Fleddy Melculy Smash Into Pieces Massive Wagons Killthelogo | The Dead Daisies Fu Manchu Kadavar Me and that Man Diamante Wayward Sons Dirty Honey  |
| Jupiler Stage                                                                                   | | |                                                                                       |
| Suicidal Tendencies Slapshot Deez Nuts Ego Kill Talent Creeper Trash Boat Dana Denata           | Stick to Your Guns Jinjer Employed to Serve Our Hollow, Our Home Ghøstkid As Everything Unfolds            | Lagwagon Good Riddance Walls of Jericho Counterparts Boston Manor Cemetery Sun                              | Dog Eat Dog Suicide Silence Bury Tomorrow Fire From the Gods Spiritbox InVisions      |

### 2023
De 26e editie vond plaats van 15 tot en met 18 juni 2023. Er waren in totaal 220.000 bezoekers aanwezig; vier dagen met elk 55.000 bezoekers.
| Donderdag 15 juni | Vrijdag 16 juni | Zaterdag 17 juni | Zondag 18 juni                                                                                       |
| South Main Stage | South Main Stage | South Main Stage | South Main Stage                                                                                     |
| --- | --- | --- | --- |
| Guns N' Roses Alter Bridge Papa Roach Tom Morello Mammoth WVH                                                          | Machine Head Disturbed Behemoth Airbourne Fever 333 Thundermother | Slipknot Pantera Architects Halestorm I Prevail Nothing More                                                            | Def Leppard Hollywood Vampires Three Days Grace Dirkschneider Elegant Weapons Eclipse                |
| North Main Stage | | | |
| Ghost Arch Enemy Epica Spiritbox Beast in Black                                                                        | Gojira Amon Amarth Hatebreed Asking Alexandria Pro-Pain Blind Channel                                                                                                 | Parkway Drive Rancid In Flames The Ghost Inside Skindred Vended                                                         | Mötley Crüe Generation Sex Avatar Skid Row Kissin' Dynamite                                          |
| Marquee | | | |
| Cradle of Filth My Dying Bride At the Gates Septicflesh Marduk Butcher Babies Orbit Culture                            | Meshuggah Watain Delain Municipal Waste Finntroll Heidevolk Crowbar Saltatio Mortis Vanaheim                                                                          | Testament Korpiklaani Dark Angel Legion of the Damned Suicidal Angels Cyclone Schizophrenia Noctem                      | Kreator Eluveitie The Halo Effect Katatonia Insomnium Carnation Dieth Hippotraktor                   |
| Metal Dome | | | |
| Bizkit Park (tribute) Carpenter Brut The Winery Dogs Symphony X Evergrey The Raven Age Escape the Fate Haken Molybaron | ACinDC (tribute) Present Danger (tribute) The Slayer Coverband (tribute) VV Clutch Orange Goblin The Answer Planet of Zeus Legion of Doom Any Given Day Black Mirrors | Pablo Honey (tribute) Bulls on Parade (tribute) Sólstafir Eivør Soen Sleep Token Infected Rain Antimatter Heriot Oceans | Monster Magnet Lorna Shore Voivod Hellmut Lotti goes Metal Deathstars Greg Puciato Polaris Paledusk  |
| Jupiler Stage | | | |
| As I Lay Dying Sick of It All Motionless in White Agnostic Front Unearth Stray from the Pain Cancer Bats End           | Hollywood Undead Ice Nine Kills The Amity Affliction Palaye Royale Landmvrks Blackgold Loathe Fatal Move                                                              | Life of Agony Less than Jake The Chats Code Orange Danko Jones The Menzingers Cane Hill Mimi Barks                      | Billy Talent Enter Shikari Anti-Flag Lionheart Chelsea Grin Bloodywood Stand Atlantic The Luka State |

### 2024
De 27e editie vond plaats van 20 tot en met 23 juni 2024. Op 15 maart werden de laatste artiesten bekend gemaakt en op 10 mei werd het tijdschema openbaar gemaakt. Het festival was elke dag uitverkocht, met elke dag zo'n 55.000 bezoekers. Deze editie werd gekenmerkt door hevige regenval in de dagen voor het festival. Hierdoor waren de parkeerweides niet bereikbaar, delen van de camping werden ontruimd en de pre-party op woensdagavond werd afgelast. Ook op de tweede festivaldag vielen er flinke buien. Enkele kampeerders konden terecht bij omwonenden en er werd voor noodopvang gezorgd.
| Donderdag 20 juni                                                                            | Vrijdag 21 juni                                                                                   | Zaterdag 22 juni                                                                                         | Zondag 23 juni                                                                                       |
| South Main Stage                                                                             | South Main Stage                                                                                  | South Main Stage                                                                                         | South Main Stage                                                                                     |
| -------------------------------------------------------------------------------------------- | ------------------------------------------------------------------------------------------------- | --- | --- |
| Tool Megadeth Kerry King STAKE Silverstein Solence                                           | Five Finger Death Punch Turnstile Avantasia Fear Factory P.O.D. Landsdowne                        | Bring Me the Horizon Limp Bizkit While She Sleeps Ice Nine Kills Mammoth WVH Fleddy Melculy              | Scorpions Corey Taylor Rival Sons Extreme The Last Internationale                                    |
| North Main Stage                                                                             |                                                                                                   | | |
| Alice Cooper Babymetal Heart Doro Pesch Amaranthe Dominum                                    | Judas Priest Electric Callboy Bruce Dickinson Hammerfall Brian Downey's Alive & Dangerous Dynazty | Avenged Sevenfold Architects Mr. Bungle Steel Panther Flotsam & Jetsam Spoil Engine                      | Machine Head Deep Purple Body Count & Ice-T Black Stone Cherry Atreyu John Coffey                    |
| Marquee                                                                                      |                                                                                                   | | |
| Polyphia ††† Kvelertak Textures Asinhell Shadow of Intent Dying Wish Brothers of Metal       | Pendulum Tarja Turunen Nile Vltimas Dying Fetus Borknagar Brand of Sacrifice Svartsot             | Abbath performs Immortal I am Morbid Kampfar Rotting Christ Batushka Pestilence Suffocation Pest Control | Emperor Dark Funeral The Black Dahlia Murder Ereb Altor Ihsahn Crystal Lake Sanguisugabogg Wargasm   |
| Jupiler Stage                                                                                |                                                                                                   | | |
| Max & Igor Cavalera Underoath Comeback Kid Counterparts Bury Tomorrow Bleed From Within ERRA | Biohazard Thursday Fit for a King Deez Nuts The Acacia Strain Drug Church Gel                     | Kamelot Blind Guardian Uriah Heep Glenn Hughes performs Deep Purple Frog Leap Red Iron Allies            | Thy Art Is Murder Slaughter to Prevail Of Mice & Men Malevolence Make Them Suffer Better Lovers Zulu |
| Metal Dome                                                                                   |                                                                                                   | | |
| All Them Witches Ne Obliviscaris Hanabie Health Alien Weaponry Casey Night Verses            | Graveyard Fu Manchu Kadavar High on Fire The Vintage Caravan Khemmis Until I Wake                 | Wolfmother Brutus Empire State Bastard Pain Vola Deathbyromy Defects                                     | Igorrr Karnivool Crownshift Vukovi Dream State Skynd Future Palace                                   |

### 2025
De 28e editie  vond plaats van 19 tot en met 22 juni 2025.
| Donderdag 19 juni | Vrijdag 20 juni | Zaterdag 21 juni | Zondag 22 juni                                                                                               |
| South Main Stage | South Main Stage | South Main Stage | South Main Stage                                                                                             |
| --- | --- | --- | --- |
| Iron Maiden Dream Theater Motionless in White Landmvrks Municipal Waste                                                                | Slipknot Falling in Reverse The Ghost Inside Knocked Loose Peyton Parrish Dead Poet Society                                                                      | Nine Inch Nails Spiritbox Brutus Soulfly Eisbrecher Oomph!                                                                 | Judas Priest Savatage Krokus Beyond the Black Ugly Kid Joe                                                   |
| North Main Stage | | | |
| Powerwolf Epica Alestorm Beast in Black Warkings                                                                                       | Behemoth Skillet Jerry Cantrell Gloryhammer Myles Kennedy British Lion                                                                                           | KoRn Bullet for My Valentine Lorna Shore Poppy Skindred Kittie                                                             | Till Lindemann In Flames Heaven Shall Burn Power Trip Nothing More Crossfaith                                |
| Marquee | | | |
| Hatebreed Carcass Orbit Culture Paradise Lost Soen Death Angel Signs of the Swarms Psychonaut                                          | Opeth Blood Incantation Eagles of Death Metal Orange Goblin Green Lung Windhand Bloodhunter Spectral Wound                                                       | Amenra The Hu Imminence Cattle Decapitation Primordial Sylosis Whitechapel Dødheimsgard                                    | King Diamond Triptykon Sacred Reich Paleface Swiss Fit for an Autopsy Massacre Angelus Apatrida Amira Elfeky |
| Jupiler Stage | | | |
| Lagwagon Stick to Your Guns Yellowcard Terror Alien Ant Farm Trash Boat Fleshwater                                                     | Jinjer Me First and the Gimme Gimmes Polaris Northlane Employed to Serve House of Protection Static Dress                                                        | Airbourne DragonForce The Dead Daisies The Warning Vandenberg Dirty Honey Last Train                                       | Thrice Stray from the Path Currents Speed Rise of the Northstar SIM Seven Hours after Violet                 |
| Metal Dome | | | |
| ACinDC (tribute) Thrash Attack (tribute) Mass Hysteria Perturbator Julie Christmas Hot Milk Charlotte Wessels The Raven Age Deafheaven | The Art of Pantera (tribute) Meatallica (tribute) Dethklok Smash into Pieces Nova Twins Kim Dracula Unprocessed Villagers of Ioannina City As Everything Unfolds | Limp Business (tribute) Bulls on Parade (tribute) Apocalyptica Starset Grandson Novelists Unto Others Self Deception Vowws | Alcest Katatonia Cobra the Impaler Dayseeker Halocene Creeper Aviva                                          |